# Diocesi di Acalisso
La diocesi di Acalisso (in latino Dioecesis Acalissensis) è una sede soppressa del patriarcato di Costantinopoli e una sede titolare della Chiesa cattolica.

## Storia
Acalisso, identificabile con Asardere nell'odierna Turchia, è un'antica sede episcopale della provincia romana di Licia nella diocesi civile di Asia. Faceva parte del patriarcato di Costantinopoli ed era suffraganea dell'arcidiocesi di Mira.
La diocesi è documentata nelle Notitiae Episcopatuum del patriarcato di Costantinopoli fino al X secolo. Tuttavia è noto un solo vescovo di Acalisso, Stefano, che sottoscrisse la lettera dei vescovi della Licia all'imperatore Leone I nel 458 dopo l'uccisione del patriarca alessandrino Proterio. Le Quien, nella sua opera Oriens christianus (1740), non registra nessun vescovo per questa sede.
Dal 1925 Acalisso è annoverata tra le sedi vescovili titolari della Chiesa cattolica; dal 6 ottobre 2017 il vescovo titolare è Thanh Thai Nguyen, vescovo ausiliare di Orange in California.

## Cronotassi

### Vescovi greci
- Stefano † (menzionato nel 458)

### Vescovi titolari
- Louis-Michel-François Tardy, C.S.Sp. † (18 dicembre 1925 - 28 gennaio 1947 deceduto)
- Thomas Francis Markham † (18 luglio 1950 - 9 luglio 1952 deceduto)
- Domingos da Apresentação Fernandes † (13 dicembre 1952 - 11 agosto 1958 nominato vescovo di Aveiro)
- Benigno Chiriboga, S.I. † (15 novembre 1958 - 5 dicembre 1963 nominato vescovo di Latacunga)
- Ivan Ljavinec † (18 gennaio 1996 - 9 dicembre 2012 deceduto)
- Joseph Trần Văn Toản (5 aprile 2014 - 25 agosto 2017 nominato vescovo coadiutore di Long Xuyên)
- Thanh Thai Nguyen, dal 6 ottobre 2017